# Acaulon fontiquerianum
Acaulon fontiquerianum är en bladmossart som beskrevs av C. Casas och Cécilia Loff Pereira Sérgio Costa Gomes 1990. Acaulon fontiquerianum ingår i släktet pygmémossor, och familjen Pottiaceae. Inga underarter finns listade i Catalogue of Life.